# Ильково (Орловская область)
Ильково — деревня в Мценском районе Орловской области России. Входит в состав Подмокринского сельского поселения.

## География
Деревня находится в северной части Орловской области, в лесостепной зоне, в пределах центральной части Среднерусской возвышенности, к востоку от федеральной автотрассы М2, на расстоянии примерно 6 километров (по прямой) к юго-западу от города Мценска, административного центра района. Абсолютная высота — 239 метров над уровнем моря.
Климат характеризуется как умеренно континентальный с умеренно морозной зимой и теплым, иногда жарким летом. Средняя многолетняя температура самого холодного месяца — января, составляет −9,4°С, температура самого теплого +19°С.
Часовой пояс
Деревня Ильково, как и вся Орловская область, находится в часовой зоне МСК (московское время). Смещение применяемого времени относительно UTC составляет +3:00.

## Население
| 2010 |
| ---- |
| 35   |

Половой состав
По данным Всероссийской переписи населения 2010 года в гендерной структуре населения мужчины составляли 34,3 %, женщины — соответственно 65,7 %.
Национальный состав
Согласно результатам переписи 2002 года, в национальной структуре населения русские составляли 93 % из 28 чел.

## Улицы
Уличная сеть деревни состоит из двух улиц.